# Saiivka, Hrebinka
Saiivka (în ucraineană Саївка) este un sat în comuna Serbînivka din raionul Hrebinka, regiunea Poltava, Ucraina.

## Demografie
Componența lingvistică a localității Saiivka
     Ucraineană (100%)
Conform recensământului din 2001, toată populația localității Saiivka era vorbitoare de ucraineană (100%).